# Jimmy Winston
James Edward Winston Langwith, detto Jimmy (Stratford, 20 aprile 1945 – 26 settembre 2020), è stato un musicista e attore britannico.

## Biografia
Pianista e chitarrista, fece parte della band Small Faces e di altre formazioni. Ebbe anche una carriera, piuttosto breve, da solista.
Come attore lavorò soprattutto in serie tv, venendo tra l'altro ingaggiato per Doctor Who. Partecipò inoltre ad alcuni musical.